# José Vera
José Vera (9 de fevereiro de 1969) é um treinador ex-futebolista venezuelano que atuava como meia.

## Carreira
José Vera integrou a Seleção Venezuelana de Futebol na Copa América de 1999, 2001 e 2004.